# Ugu Rapper
Ugu (nome artístico de Hugo Leonardo Costa, nascido em 18 de janeiro de 2004, em São Luís do Maranhão) é um rapper, compositor e produtor musical brasileiro. Ganhou notoriedade como organizador da Batalha da Cohab e fundador da gravadora independente **Capital Alfa**, sendo considerado um dos nomes em ascensão do hip-hop maranhense.

## Carreira
Ugu iniciou sua trajetória artística em 2019, nas batalhas de rima do IFMA, ao lado de nomes como Orlok. Com estilo lírico e forte presença de palco, se consolidou como uma voz representativa da juventude periférica de São Luís. Em 2021, fundou a gravadora Capital Alfa, apoiando artistas locais e organizando projetos musicais e sociais.
Com destaque em batalhas e palcos, Ugu dividiu espaço com nomes como **TZ da Coronel** e **Felipe Ret** no evento **Trap na Ilha**, além de se apresentar em estados como Piauí e Pará, expandindo sua visibilidade nacional.

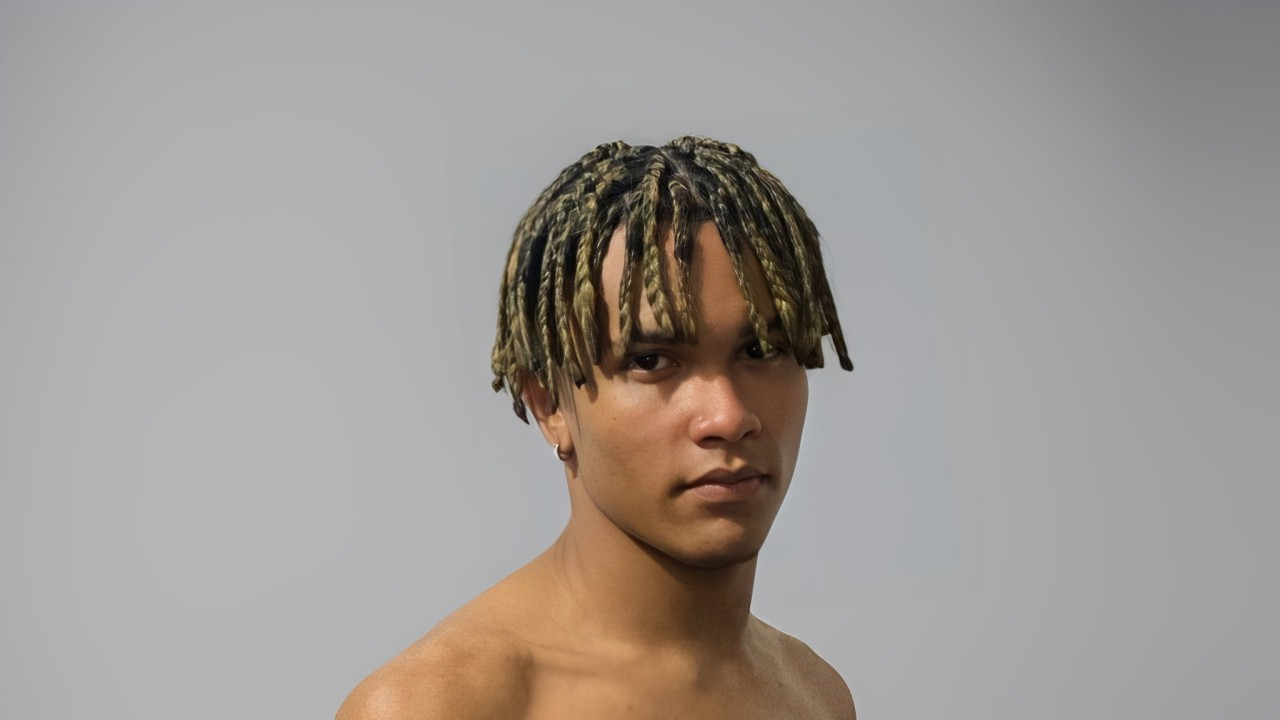
Ugu em estúdio

## Discografia
- Hoje Não Pensei em Você, Pt.1 – feat. Lucxx e Wendzin
- Hoje Não Pensei em Você, Pt.2 – feat. Hades MC – Prod. Wuk
- Foto no Espelho – feat. Maverick MC – Prod. Wuk
- Cantos e Becos – feat. Josu – Prod. Wuk
- Ela Partiu – feat. Orlok e Ezek MC
- Noite Passada – feat. DhDyo
- Recomeçar – feat. Orlok
- Boné da Lala
- Cangaço Trap
- Coisas que Te Deixam Off
- Rick and Morty
- Tudo Bem Chorar
- Passado
- 4AM
- Sabe Meu Vulgo – feat. Maverick e Milenio
- Intenção – feat. Orlok e Wendzin

## Projetos e eventos
Ugu é idealizador da **Batalha da Cohab**, uma das maiores do Maranhão. Também organizou e participou de ações sociais, como a arrecadação de quase meia tonelada de roupas e brinquedos para comunidades afetadas pelas chuvas em Minas Gerais. Se apresentou em eventos como:
- Trap na Ilha (2023) – abrindo os shows de TZ da Coronel e Felipe Ret
- Batalha da Estaiada (Piauí, 2023)
- Evento da Juventude (Imperatriz, 2024)
- Tebas Bar e Café (São Luís, 2025)
- Ugu Teatro João Do ValeDiversos eventos locais e interestaduais